# Дерево

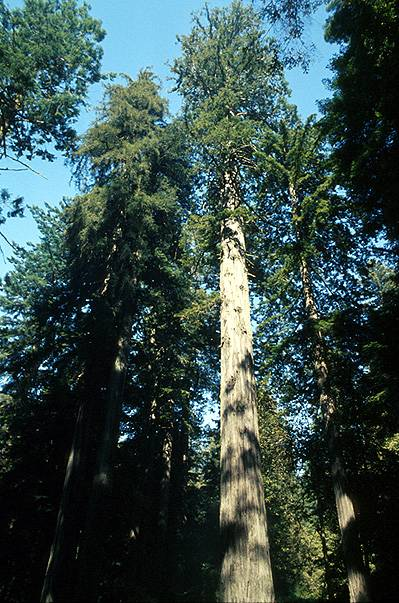
Секвоя, одне з найвищих дерев на Землі

Де́рево — велика, багаторічна, дерев'яниста рослина.
Хоча не існує встановленого визначення щодо максимального розміру, термін «дерево» загалом застосовується до рослин заввишки як мінімум від 3 м до 6 м в зрілості і які, що важливо, мають вторинні гілки, котрі ростуть на єдиному головному стеблі або стовбурі, з ясно вираженим домінуванням стовбура над вторинними гілками (див. кущ для порівняння). В порівнянні з більшістю інших форм рослин тривалість життя дерев вища. Декілька видів дерев можуть досягати понад 100 м заввишки й деякі можуть жити протягом кількох тисяч років

## Значення
Дерева — необхідні компоненти багатьох природних екосистем і важливі елементи в створенні штучних ландшафтів та сільському господарстві, забезпечуючи урожаї фруктів (наприклад, яблук). Дерева також відіграють важливу роль у багатьох світових міфологіях (див. дерева в міфології).

## Класифікація
Дерево — життєва форма рослин, яка зустрічається в багатьох різних порядках і родинах рослин. Тому дерева демонструють широку різноманітність форм, типу і форм листя, характеристик кори, репродуктивної системи тощо.
Найдавніші дерева були деревоподібними папоротями і хвощами, які росли в безмежних лісах у Кам'яновугільному періоді; деревоподібні папороті все ще існують, але серед сучасних хвощів нема деревоподібних форм. Пізніше, в тріасовому періоді, з'явилися хвойні дерева, гінкго, саговники та інші рослини, а згодом в крейдяному періоді квіткові рослини. Більшість видів дерев сьогодні — квіткові та хвойні рослини.
Група дерев, що ростуть разом, називається гаєм, значна територія, щільно вкрита деревами, називається лісом. Декілька біотипів значною мірою визначаються деревами, які їх населяють; наприклад — дощовий ліс і тайга (див. екологічні зони). Територія, на якій дерева ростуть на значній відстані одне від одного (звичайно періодично), називається саваною, а територія, на якій вони формують відокремлені гаї — лісостепом.
- Дерева поділяються за виглядом листків на хвойні та листяні.
  - Хвойні відрізняються звичайно жорстким вічнозеленим голкоподібним або лускатим листям, що називається хвоєю, або голками, утворюють шишки або ялівцеві ягоди. До цієї групи належать, наприклад, сосни, ялинки, ялиці, модрини, кипариси, секвої.
  - Листяні дерева мають широкі та плоскі листки — у яких товщина значно менше довжини й ширини. Листя зазвичай опадає раз на рік. Листяні дерева зазвичай цвітуть і плодоносять. До цієї групи належать клени, буки, ясени, евкаліпти та інші.

- Крім класифікації за виглядом листя, дерева поділяються за терміном життя листя на листопадні й вічнозелені.
  - Листопадні дерева мають чітку зміну листяного покриву: все листя на дереві втрачає зелене забарвлення та опадає, деякий час (взимку) дерево стоїть без листя, потім (навесні) з бруньок виростають нові листки.
  - Вічнозелені  дерева не мають чіткої зміни листяного покриву: листя знаходиться на дереві у будь-який момент року і зміна листя відбувається поступово протягом усього життя дерева.

Крім біологічної класифікації дерева поділяються і за іншими ознаками: наприклад, плодові дерева (плоди яких людина використовує в їжу), цінні (деревину яких використовують для промислових цілей), корабельні (використовують у кораблебудуванні), тропічні (ареал проживання яких проходить недалеко від екватора), північні (ареал проживання яких проходить далеко від екватора) та інші.

## Морфологія

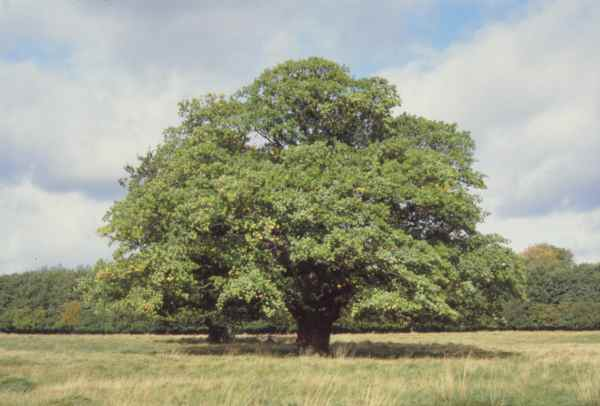
Дуб

Сухе дерево.

У дереві виділяють три основні частини: корінь, стовбур і крона.
Корінь дерева — підземна частина рослини. Основні функції — утримання дерева у вертикальному положенні, всмоктування живильних речовин з ґрунту і передача їх в стовбур.
Стовбур дерева виконує функцію опори для крони, а також здійснює передачу речовин між корінням і кроною. У зимовий період стовбур виступає в ролі сховища вологи та живильних речовин.
Крона дерева — сукупність гілок і листя у верхній частині рослини, що продовжує стовбур від першого розгалуження до верхівки дерева або чагарнику зі всіма бічними відгалуженнями та листям. Розрізняють такі характеристики, як форма крони — від колоноподібної до розкидистої та щільність крони — від щільної до рідкісної, ажурної. Під дією світла в листі в результаті фотосинтезу відбувається синтез необхідних речовин.

## Рекорди, пов'язані з деревами
- Найбільшої висоти досягають дерева виду секвоя, в національному парку Редвуд їх висота досягає 115,55 м.[6].
- Найтовстіше дерево у світі — баобаб, 15.9 м в діаметрі.
- Тривалий час вважалося, що найстаріше живе дерево росте в Каліфорнії (США) — це остиста сосна, вік якої становить близько 4700 років, однак 27 квітня 2023 року, видання Science Alert повідомило, що за результатом аналізу деревини кипарису Alerce Milenario (Великий прадідусь), який росте в Південному Чилі, він виявився найдревнішим деревом на Землі віком 5484 років[7][8].

## Дерево у побуті та культурі
У зв'язку з поширеністю і простотою обробки в багатьох культурах світу широко використовують деревину, як матеріал для виготовлення як предметів побуту (меблі, посуд тощо), так і предметів благоустрою житла.
Дерево, як і камінь, є природним матеріалом, що зберігає нанесені зображення, що, за твердженням вчених, сприяло розвитку писемності у багатьох мовах.
Здатність горіти допомогло освоєння вогню, що різко розширило ареал людини на північ, і дозволило освоїти нові типи житла: печери, будинки, іглу тощо. Головешки, що залишаються після згорання дерева, використовували для перших наскельних малюнків. Мала густина деревини стосовно води сприяла розвитку судноплавства: починаючи від плотів і закінчуючи каравелами — багато років судна робилися з дерева. Особливості цвітіння деяких дерев стали загальними в культурі багатьох народів світу. Так в Японії квітку сакури оспівано багатьма поетами й її часто використовували для медитації та відпочинку. На Сході поширений образ квітки персика, в Росії був оспіваний яблуневий цвіт.
Фрукти є неодмінним атрибутом майже всіх свят, як і музичні інструменти, більшість яких виготовляється з певних сортів деревини.

## Дерево у релігії
З давніх часів дерево символізує життя і в багатьох первісних релігіях було об'єктом поклоніння. Наприклад, стародавні греки вважали, що з кожним деревом пов'язана німфа — дріада.
Стародавні кельти та друїди взаємодіяли з деревами, використовуючи у своїх магічних обрядах «коелбрени» — дерев'яні палички розміром з палець, на кожній з яких випалений або вигравіюваний один з 20 знаків — огам, відповідно до породи дерева. Коелбрен огам є ключем до великої скарбниці магічних таємниць і основним джерелом сили друїдів.
Згадки про дерево зустрічається також в багатьох сучасних релігіях, у християнстві згадується Дерево пізнання Добра і Зла, Дерево Життя.
Пальмова неділя або свято Входу Господнього в Єрусалим відзначається святковим Богослужінням, на якому віряни приходять із пальмовими гілками. В Україні першою розпускається верба, тому стали використовувати гілки цього дерева і свято отримало назву Вербна неділя.
У фольклорі мертве дерево служить символом або притулком нечистої сили.
Деревина широко застосовувалася для виготовлення релігійної символіки (ідолів та інших).

## Цікаві факти
За результатами досліджень, проведеними міжнародною групою вчених під керівництвом Томаса Кроутера з Нідерландського інституту екології у 2015 році, на Землі росте більше трьох трильйонів дерев. Попередня оцінка була заниженою — вважали, що на планеті близько 400 мільярдів дерев, вона ґрунтувалася на матеріалах супутникової зйомки.

## Професії, що породило дерево
Арборист — обрізчик дерев.

## Галерея

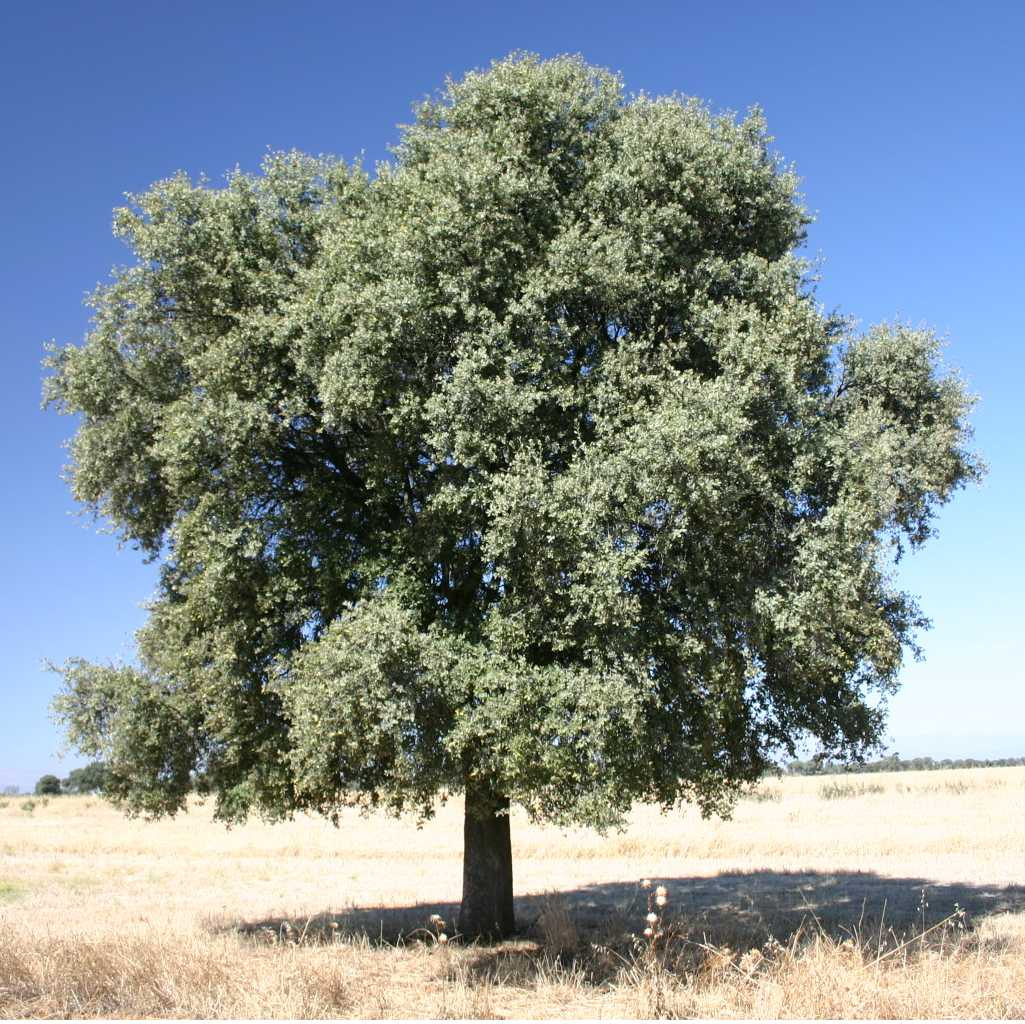
Дуб кам'яний
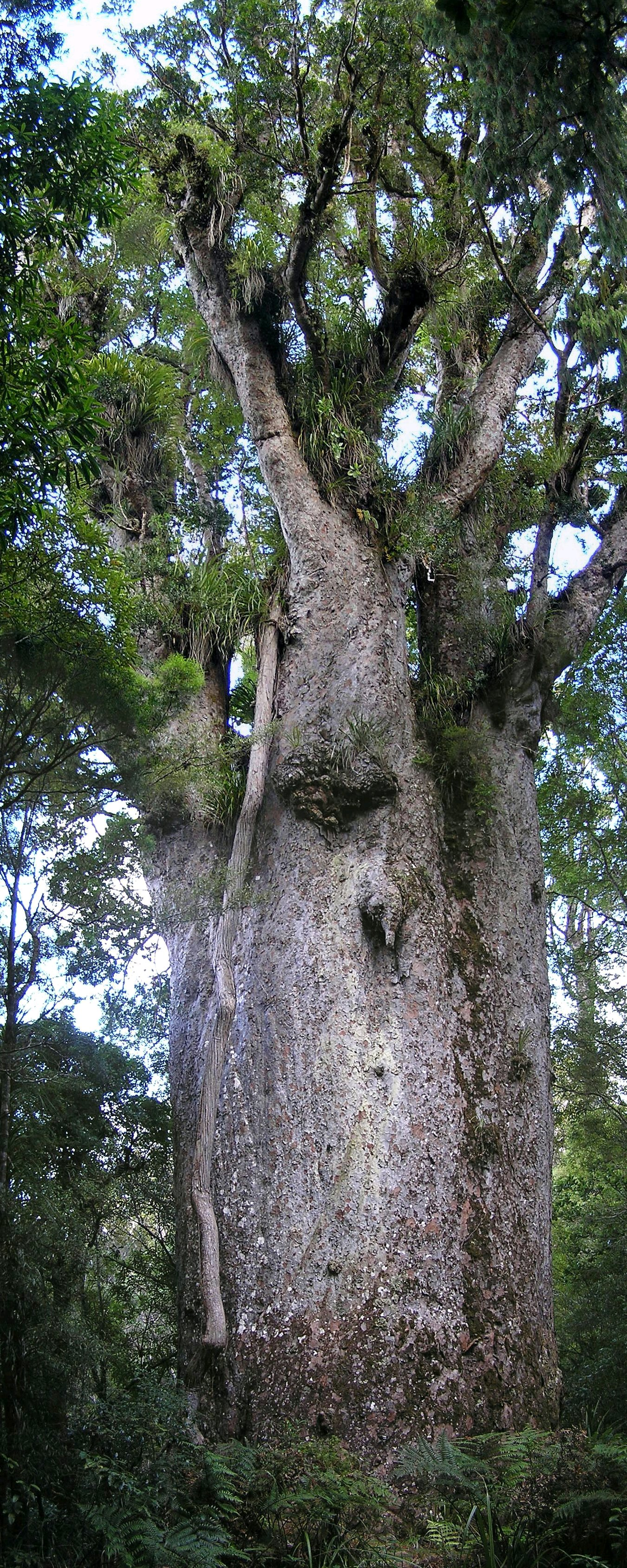
Каурі - одне з найстаріших дерев у світі
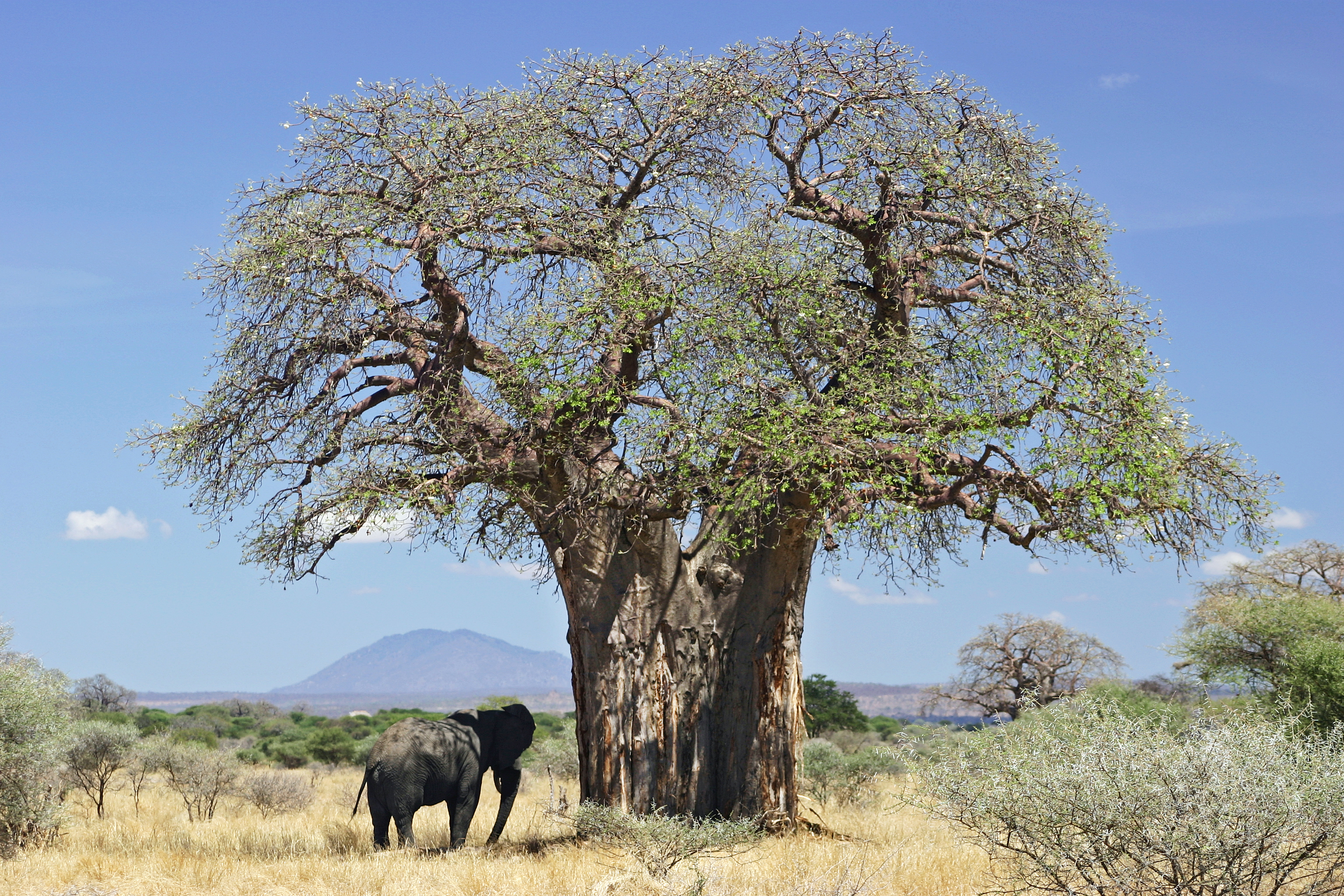
Баобаб в Танзанії
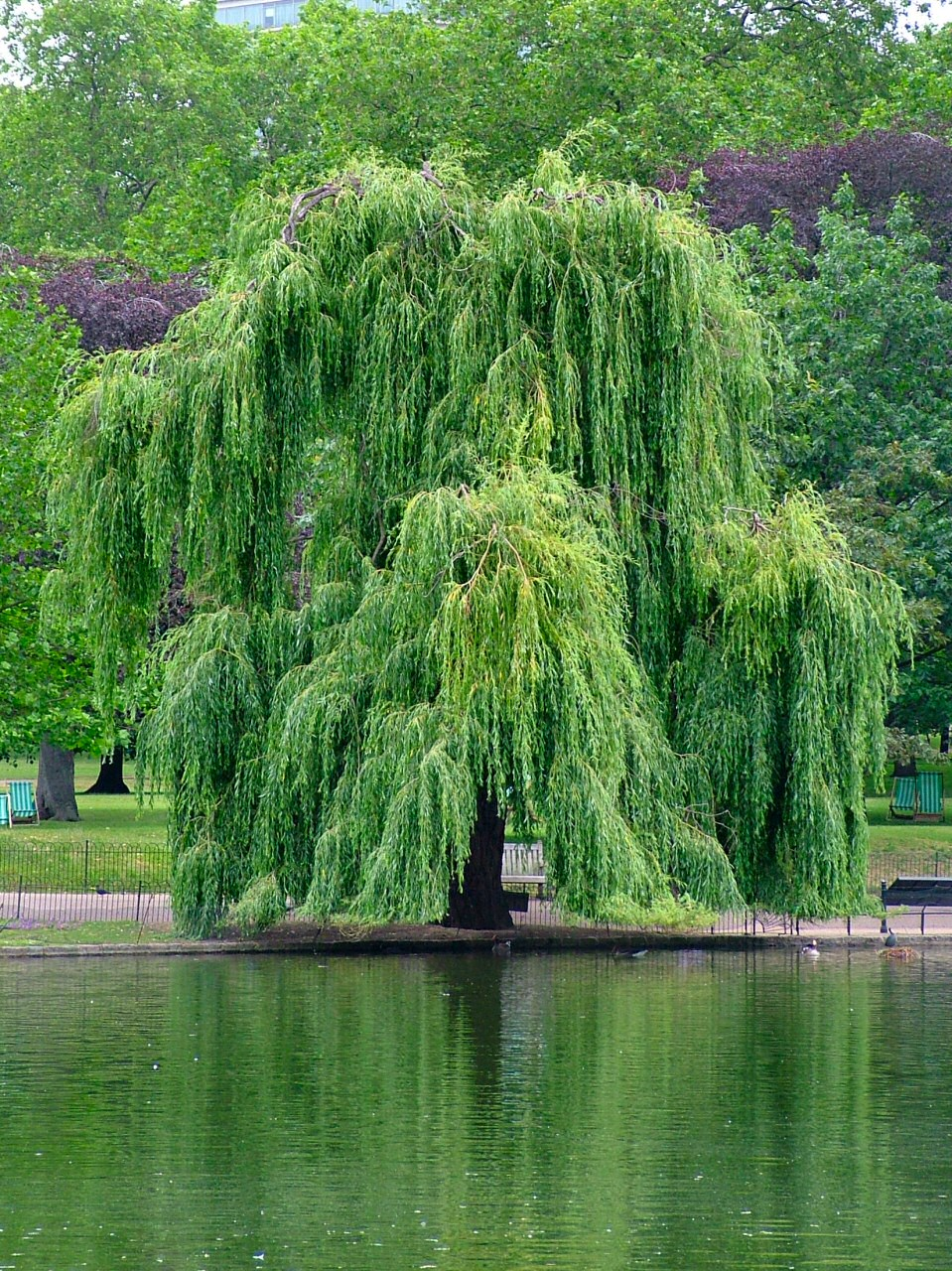
Верба плакуча
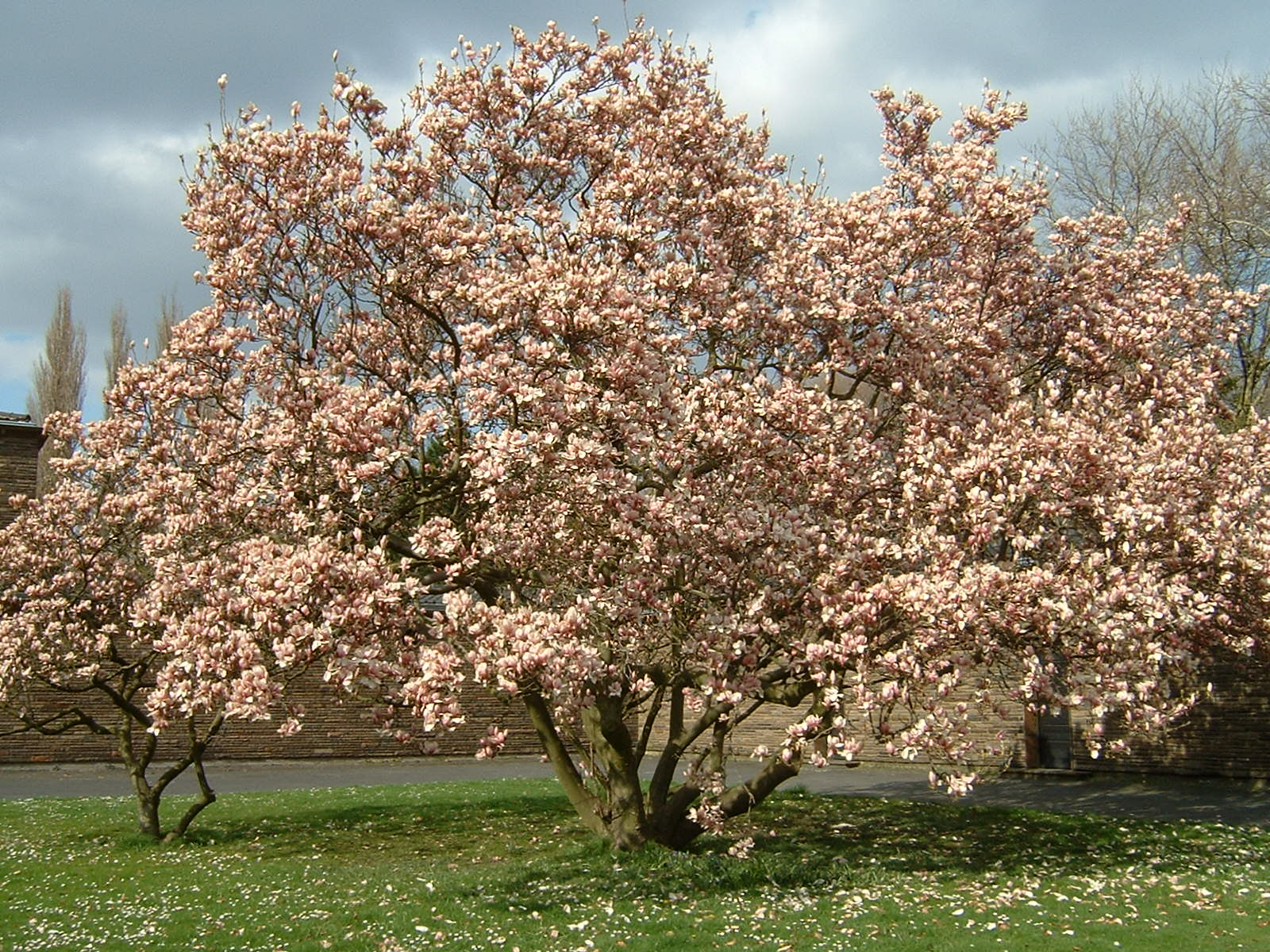
Магнолія Суланжа
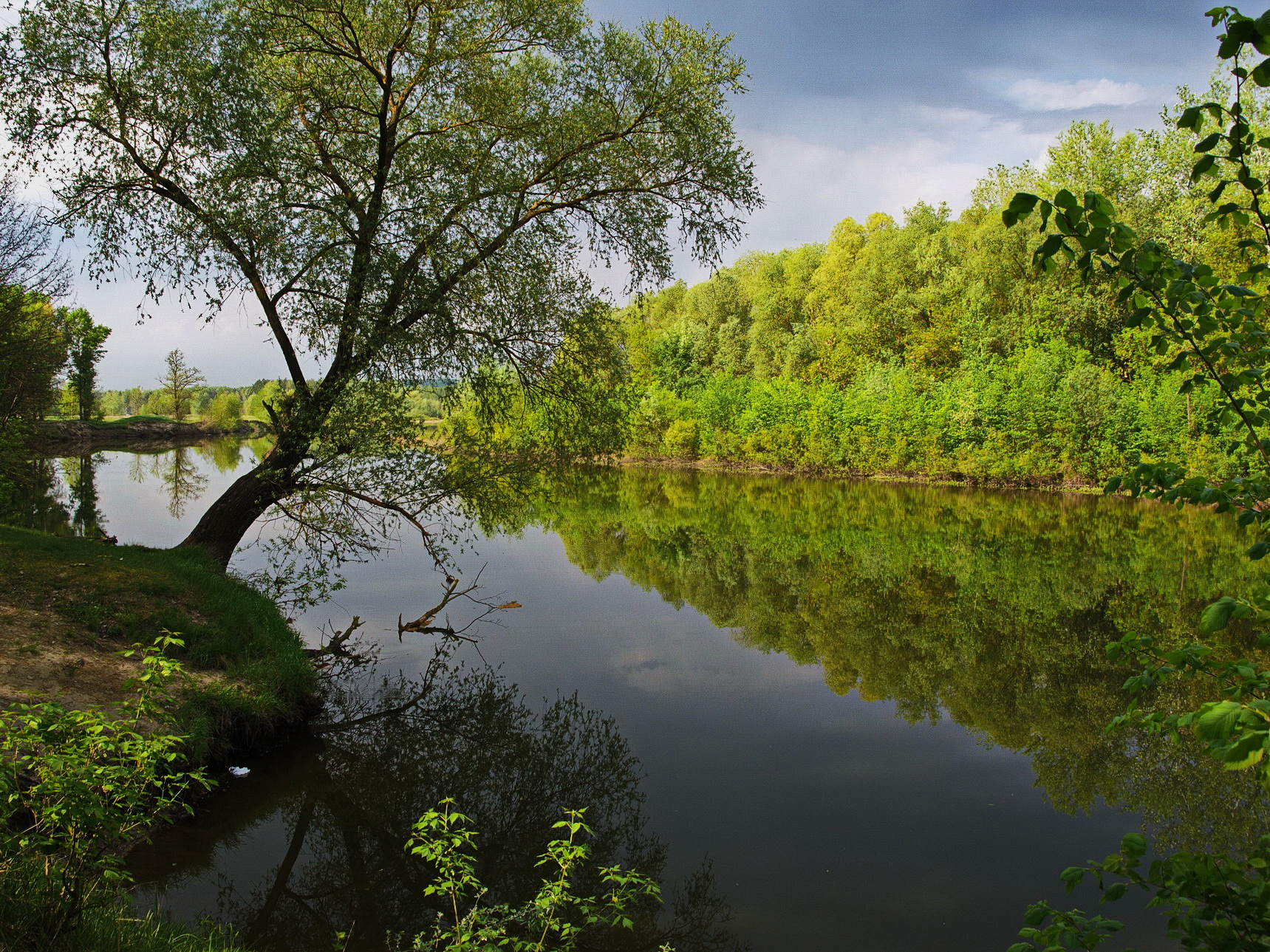
Верба на березі р. Псел
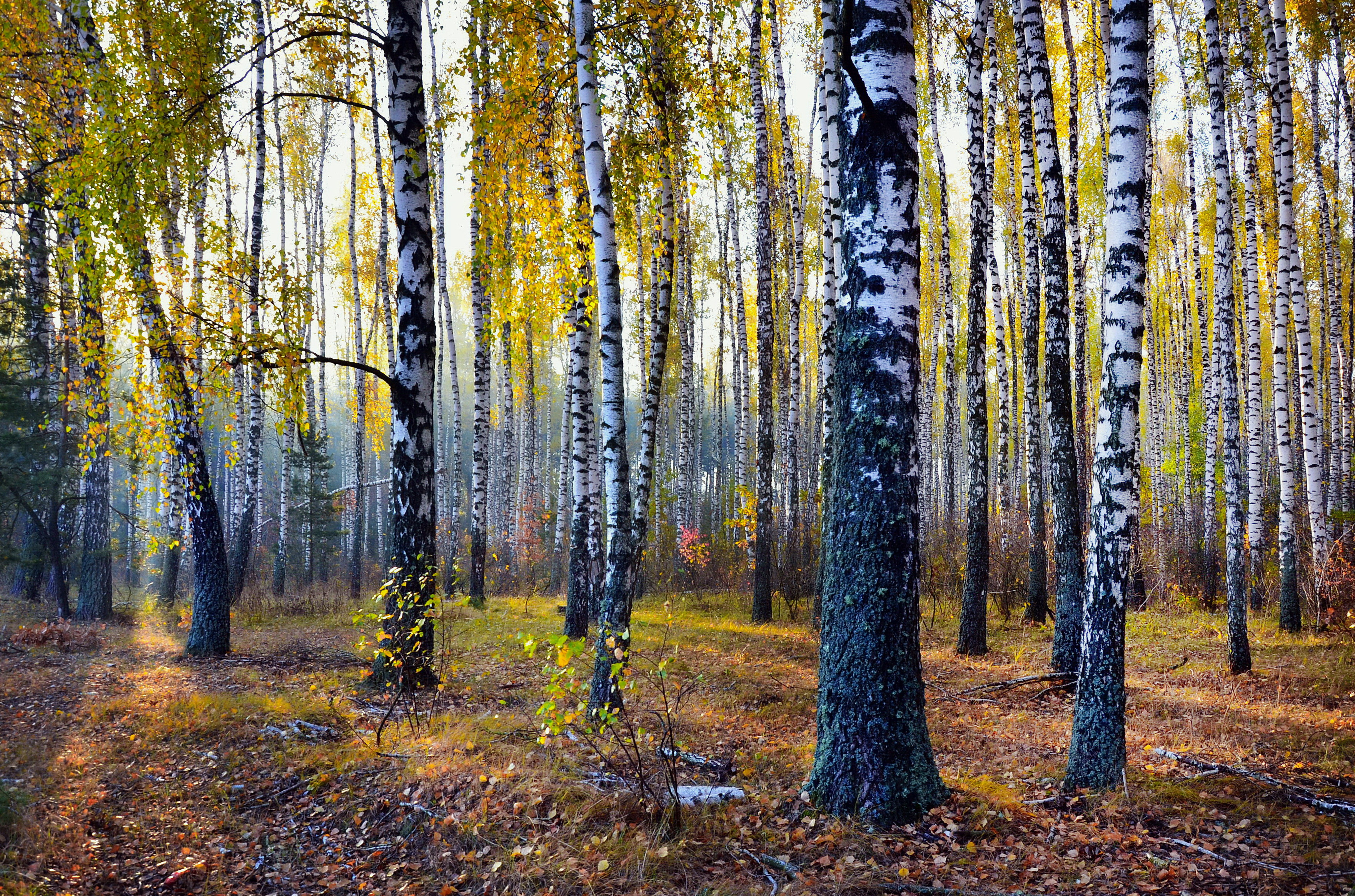
Березовий гай біля м. Лебедин
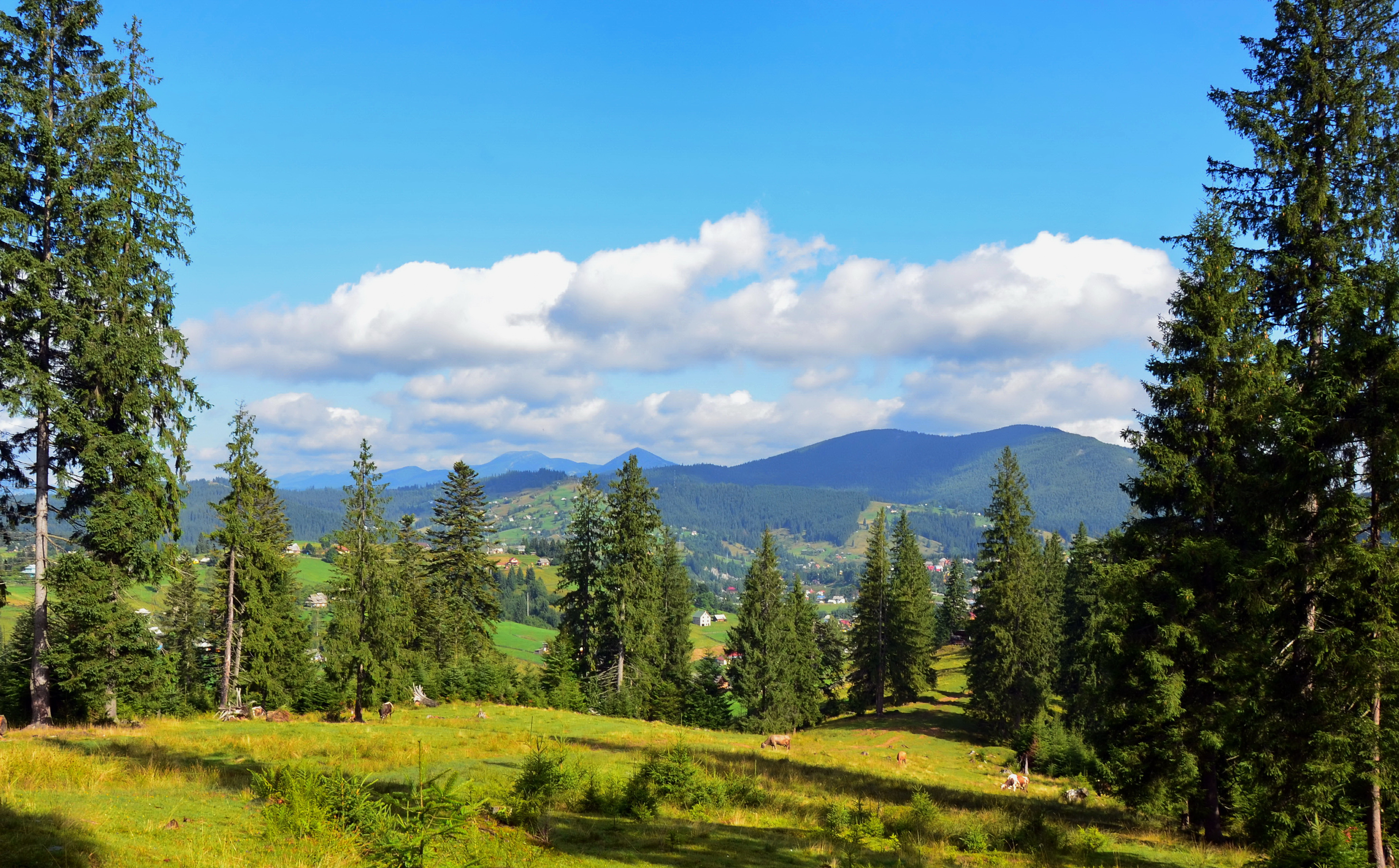
Смереки в Карпатах